# Viola vadutiensis
Viola vadutiensis är en violväxtart som beskrevs av Josef Murr och Poll. Viola vadutiensis ingår i släktet violer, och familjen violväxter. Inga underarter finns listade i Catalogue of Life.